# Tiensestraat
De Tiensestraat is een straat in het centrum van Leuven die het centraal gelegen Rector De Somerplein verbindt met de ring van Leuven. De straat gaat daar aan de Tiensepoort over in de Tiensesteenweg. Sinds 1 juni 2013 is het meest naar het centrum gerichte deel van de straat volledig autovrij tot de kruising met de Deberiotstraat wat een grote toename van horeca-zaken opleverde.
De straat is een van de oudste verkeerswegen van de stad.  De historische invalsweg voor wie vanuit Tienen en de tussenliggende woonkernen de stad wilde bereiken, werd reeds in 1269 vermeld als Hollestraat. De straat werd ook aangeduid als Sint-Michielsstraat, omwille van de in 1781 afgebroken Sint-Michielskerk, gelegen aan de Tiensestraat ter hoogte van het huidige Herbert Hooverplein en gekend als een van de zeven wonderen van Leuven. De meest gedocumenteerde naam tot en met de 17e eeuw van de huidige Tiensestraat is de Hoelstraat. De straat heeft een bochtig tracé, en een licht in hoogte stijgend verloop van het stadscentrum tot Tiensepoort. Langs de straat bevinden zich een aantal historische en nieuwer aangelegde pleinen die in de straat ruimte creëren zoals het pleintje ter hoogte van de Muntstraat (waar van de inhuldiging in 1982 tot de verhuis in 2013 het standbeeld van Fiere Margriet was opgesteld), het Alfons Smetsplein, de kruising met de Charles Deberiotstraat met de arduinen armpomp De Gulden Fonteyne, het Herbert Hooverplein en het Kardinaal Mercierplein ter hoogte van de kruising met de Vlamingenstraat met de Kartuizerpomp.
De eerste stadsomwalling van de stad van 1150 kruiste de straat ter hoogte van het huidige Hooverplein en bood toegang van buiten de stad tot het omwalde deel langs de Sint-Michielspoort, de tweede stadsomwalling van 1360 bevond zich op het tracé van de huidige ringweg.  De poort daar werd als de Hoelstraat Buitenpoort aangeduid. Net binnen deze poort werd on 1364 de Kapel van Onze-Lieve-Vrouw-ginder-buiten gebouwd. In het eerste deel van de straat bloeide de handel, en werden enkele universitaire colleges gevestigd, zo vanaf 1546 het huidige College De Valk, de Pedagogie De Valk, met daar direct tegenover het Baiuscollege (of De Bay College), afgebroken in 1971, waar nu het Alfons Smetsplein en een aangrenzend hotel is aangelegd en iets hoger, ter hoogte van het huidige Sint-Donatuspark, het Van den Winckelecollege. De bebouwing hogerop langs de straat is recenter, en de rooilijn werd pas volledig bebouwd in de 19e eeuw, onder meer met het Hoger Instituut voor Wijsbegeerte en het Leo XIII-seminarie.
De Eerste Wereldoorlog verwoestte een deel van de bebouwing langs de straat, vooral in het oudste centrumdeel, waarna herbouw met wederopbouwarchitectuur volgde.